# 람 잔마부미
람 잔마부미(힌디어: राम जन्मभूमि, '라마의 출생지')는 힌두교의 종교적 믿음에 따르면, 힌두 신 비슈누의 일곱 번째 아바타라인 라마의 출생지이다. 라마야나에 따르면, 라마의 출생지는 "아요디아"라고 불리는 사라유 강둑에 있다. 오늘날 아요디아는 북인도의 우타르프라데시주에 있다. 라마야나에 언급된 아요디아가 현재의 도시와 같은지는 논쟁의 여지가 있다.
일부 힌두교도들은 라마의 생가의 정확한 장소가 바브리 마스지드가 한때 현재의 아요디아에 있었던 장소 내에 있다고 주장하며, 이 믿음은 적어도 1822년까지 거슬러 올라간다. 라마의 사원은 이전에 바브리 마스지드가 모스크로 대체될 때까지 같은 장소에 존재했다고 제시되었지만, 이 사원의 존재와 보고서의 결론은 논쟁의 여지가 있지만, 이는 모스크 유적 주변의 고고학적 발굴에 따른 인도 고고학 조사의 법원 명령 보고서에 의해 뒷받침되는 아이디어이다.
라마와 시타의 우상들은 1949년 모스크에 배치되었고 다음날부터 신도들이 모이기 시작했다. 1992년 힌두교 민족주의자들에 의한 바브리 마스지드의 철거는 광범위한 힌두교-이슬람 폭동을 촉발시켰다. 이 재산에 대한 법적 분쟁은 인도 대법원에 이르러 2019년 8월부터 10월까지의 칭호 분쟁 사건들을 심리하였다. 2019년 11월 9일 대법원은 힌두교 당사자들의 손을 들어주면서 힌두 사원을 짓기 위한 신탁에 이 땅을 넘겨줄 것을 명령하였다. 법원은 또한 무슬림들에게 모스크를 지을 5에이커의 땅을 제공함으로써 보상하였다. 법원은 모스크의 기초가 건축적 특징이 힌두교의 종교적 기원을 암시하는 12세기로 거슬러 올라가는 거대한 선사시대 구조물의 벽에 기반을 두고 있다고 추론하였다. 그러나 대법원은 12세기의 선사시대 구조물 건설과 16세기의 모스크 건설 사이에 시간적인 격차가 있으며 이 시대의 근본 구조물 파괴 원인에 대한 결론은 ASI 보고서에 근거하여 도출될 수 없다고 결론지었다. 이후 2024년 1월에 힌두 사원인 람 만디르가 개관되었다.